# Hilde Volk
Pour les articles homonymes, voir Volk.
Hilde Volk, nom de scène de Hilde Ester (née le 17 septembre 1912 à Vienne, morte le 16 mai 1995 en Espagne) est une actrice autrichienne.

## Biographie
Volk fait ses débuts sur scène en 1933 au Salzburger Landestheater, elle y reste jusqu'en 1934. De 1933 à 1936, elle est engagée au Raimundtheater à Vienne. Puis elle part pour Berlin, où elle joue ensuite sur différentes scènes, dont le Renaissance-Theater, le Deutsches Theater.
Après la Seconde Guerre mondiale, elle a principalement des engagements théâtraux à Hambourg et à Berlin. Elle joue notamment au Deutsches Schauspielhaus (jusqu'en 1949), au Komödie Berlin (jusqu'en 1950), de nouveau au Renaissance-Theater(à partir de 1947), plus tard à la fin des années 1950 au Schillertheater. Au cours de la saison 1954-1955, elle apparaît au Deutsches Theater Göttingen dans Der Schwierige de Hugo von Hofmannsthal mise en scène par Heinz Hilpert. En 1961, elle s'engage à la Schauspiel Köln. Elle est ensuite à nouveau dans des théâtres de Berlin et en tant qu'actrice invitée, notamment à la Kleine Komödie de Munich (1969-1971), à Hambourg (1971/72, notamment au Thalia Theater) et à Francfort-sur-le-Main. En 1981, elle apparaît au Théâtre Renaissance-Theater dans la comédie Hokuspokus de Curt Goetz.
Elle fait ses débuts au cinéma dans les années 1930. Elle décroche ses prochains rôles en 1956.
Hilde Volk intervient dans plusieurs séries télévisées des années 1970, par exemple plusieurs fois dans Der Kommissar, Inspecteur Derrick ou Le Renard. Elle obtient le rôle important de grand-mère Pleschka en 1988 dans la série Der Schatz im Niemandsland.
Hilde Volk prend part à d'innombrables pièces radiophoniques. Elle commence à partir de 1949, dans l'adaptation du roman Der kleine Grenzverkehr d'Erich Kästner sur RIAS.
Hilde Volk est l'épouse de l'acteur et réalisateur Erik Ode de 1942 jusqu'à sa mort en 1983.

## Filmographie
- 1935 : Ein falsche Fuffziger
- 1938 : Spuk im Museum
- 1938 : Der Fünfzigmarkschein
- 1956 : Geschwader Fledermaus (TV)
- 1956 : Frucht ohne Liebe (de)
- 1957 : Der blaue Aktendeckel (TV)
- 1958 : Stefanie
- 1958 : Ohne Mutter geht es nicht
- 1958 : Meine 99 Bräute (de)
- 1959 : Was eine Frau im Frühling träumt
- 1959 : Si mon grand frère savait ça !
- 1960 : Der Jugendrichter (de)
- 1960 : La Grande Vie
- 1960 : Die Träume von Schale und Kern (TV)
- 1962 : Dites-le avec des fleurs
- 1964 : Bunbury (TV)
- 1964 : Der Kaiser vom Alexanderplatz (TV)
- 1964 : Der Talisman (TV)
- 1965 : Undine (TV)
- 1966 : Förster Horn (série télévisée, un épisode)
- 1967 : Crumbles letzte Chance (TV)
- 1969 : Adrienne Mésurat (TV)
- 1969–1973 : Der Kommissar (série télévisée, trois épisodes)
- 1975–1991 : Inspecteur Derrick (série télévisée, cinq épisodes)
- 1977–1980 : Sonne, Wein und harte Nüsse (de) (série télévisée, 21 épisodes)
- 1978 : Polizeiinspektion 1 (série télévisée, un épisode)
- 1980 : Kaninchen im Hut und andere Geschichten mit Martin Held (TV)
- 1980 : Pygmalion (TV)
- 1984–1991 : Le Renard (série télévisée, trois épisodes)
- 1987 : Der Schatz im Niemandsland (de) (série télévisée, deux épisodes)
- 1989 : Ich melde einen Selbstmord (TV)
- 1990 : Roda Roda (série télévisée)
- 1990 : Oh-Mathilde (série télévisée)
- 1994 : Praxis Bülowbogen (série télévisée, un épisode)